# San Antonio Abad (Cartagena)
San Antonio Abad, conocida popularmente como San Antón, es una localidad y  diputación del municipio de Cartagena de la comunidad autónoma de Murcia en España. Se encuentra a 1 km del núcleo urbano y limita al norte con El Plan y San Félix, al sur con Cartagena Casco, al oeste con Canteras y al este con El Hondón.

## Historia
En el Paleolítico Superior se tiene constancia de la presencia de neandertales. Se han hallado restos de hace unos 35.000 años en la cueva de Los Aviones. Esta presencia de neandertales se debe a que los bordes marinos de la comunidad autónoma de la Región de Murcia no coincidían con los actuales y en esta zona estaban más retirados.
Las primeras referencias documentales las encontramos en el año 1530. En este siglo tiene origen el barrio principal de esta diputación con el mismo nombre. Se trataba de una zona atravesada por el camino real que conducía a Murcia en la que había un caserío con una pequeña ermita con la advocación de San Antonio Abad. Con el transcurso de los años este caserío fue adquiriendo más importancia y riqueza.
En el último tercio del siglo XVII se construyó la batería de La Podadera. Cinco años antes de que finalizase este siglo residían en esta diputación 850 vecinos. 
A mediados del siglo XVIII había una falta de espacio en la Cartagena amurallada. Esto llevó al desarrollo de barrios extramuros como el de San Antón y el de La Concepción entre otros. El primero ya existía antes de este hecho, pero el segundo se formó a partir de estas migraciones. 
En el siglo XVIII se funda el convento de San Francisco de Paula. También se construye allí una parroquia. En el contexto de la guerra entre España y las tropas napoleónicas un ejército francés decidió ir a Cartagena para destruir al ejército español que allí se encontraba y también para tomarla. Un daño consecuente de este conflicto bélico fue el arrasamiento del barrio de La Concepción con 488 edificios demolidos. En este siglo tiene lugar la construcción de la iglesia en La Concepción y en Los Molinos (actual Barrio Peral). 
En un contexto de un liberalismo definitivamente implantado y de los cambios administrativos en este país debidos al nuevo sistema económico y social, y probablemente debido a la iniciativa política de miembros políticos en este sistema de dotar ayuntamiento propio a los núcleos de más de 1000 habitantes, el 11 de septiembre de 1841 el Ayuntamiento de Cartagena recibe una orden de la Diputación Provincial de que establezca un ayuntamiento para San Antonio Abad, entre otras diputaciones. El 1 de enero de 1842 San Antón tiene un ayuntamiento y se anexionó como diputación la de Pozo Estrecho. 
Las turbulencias políticas a nivel nacional para el mantenimiento de la Constitución afectaron a Cartagena. La tropa de esta ciudad se subleva y el pueblo se une. Una de las consecuencias indirectas de estos hechos revolucionarios fue la suspensión del ayuntamiento de San Antón el 3 de julio de ese mismo año. 
En el año 1845 estaban registrados 297 vecinos y 1361 personas.  En los primeros días de septiembre de 1867, los vecinos de San Antón dirigen una exposición ante el gobernador civil de la provincia para que de una manera contundente se declare a San Antón diputación. En esos años, el ayuntamiento la consideraba para ciertos servicios unas veces diputación; otras, arrabal y otras cuantas un barrio extramuro. El 27 de ese mismo mes el gobernador accede y le concede el estatus pedido.
En la segunda mitad del siglo XIX se reconstruye y se amplía La Concepción y crece San Antón. Además, en el último tercio de este siglo surge además un núcleo urbano: el barrio de Isaac Peral, llamado originalmente Los Molinos. Diez años más tarde estaba construida una plaza de toros en San Antonio Abad. Otra construcción de este siglo y en esta diputación es el Asilo de Ancianos en La Concepción en el año 1882. También once años antes de que finalizase este siglo se edifica la iglesia del Barrio Peral. Construcciones del siglo siguiente son la Hospitalidad de Santa Teresa que se funda en 1916 y que funciona como un asilo nocturno. Doce años más tarde está edificada el monumento Corazón de María en Barrio Peral. 
Según el censo del año 1930, esta diputación tenía 11.477 habitantes de derecho y 11.442 de hecho.

## Demografía
El padrón municipal de 2013 asigna a la diputación 44.865 habitantes (4.877 extranjeros), repartidos en los siguientes núcleos de población: Barrio de la Concepción (3.847), Barrio de Peral (13.425), Barriada Villalba (561), Casas de Sevilla (105), San Antonio Abad (10.302), Urbanización Media Sala (1.173), Urbanización Mediterráneo (4.539) y Urbanización Nueva Cartagena (2.245).

## Festividades
Las fiestas se celebran en enero ya que el 17 de enero es la festividad de San Antonio Abad, su patrón.